# 长子文庙
长子文庙，位于山西省长治市长子县城东大街北侧，长子县博物馆院内，是县城内规模较大的一组古建筑群，是中华人民共和国全国重点文物保护单位之一。

## 建筑
长子文庙前后两进院落，中轴线上依次为大成门、大成殿、明伦堂，两侧为配殿、厢房。
入口为新修仿古三间重檐建筑。
正殿大成殿面阔五间，进深六椽，单檐歇山顶。建筑仅有柱头铺作而无补间铺作，斗拱疏朗，尺度颇大。柱头五铺作。屋顶精美的琉璃脊饰为明代修葺时增置。

## 保护
1996年1月12日，长子文庙由山西省人民政府公布为山西省文物保护单位。
2019年10月7日，长子文庙大成殿由中华人民共和国国务院公布为第八批全国重点文物保护单位，编号8-0214-3-017。